# Raión de Busk
Busk (en ucraniano: Буський район) fue un raión o distrito de Ucrania en el óblast de Leópolis. En la reforma territorial de 2020, su territorio fue incluido en el raión de Zolochiv.
Comprendía una superficie de 856 km².
La capital era la ciudad de Busk.

## Subdivisiones
Comprendía la ciudad de importancia distrital de Busk, los asentamientos de tipo urbano de Krasné y Olesko y veinticuatro consejos rurales. En total había 93 localidades en el raión.

## Demografía
Según estimación 2010 contaba con una población total de 50871 habitantes.

## Otros datos
El código KOATUU es 4620600000. El código postal 80500 y el prefijo telefónico +380 3264.